# Tyson Chandler
Tyson Cleotis Chandler (Hanford, 2 oktober 1982) is een Amerikaans voormalig basketballer. Hij speelde op de positie van center.

## Carrière
Chandler werd als tweede gekozen in de 2001 NBA Draft door de Los Angeles Clippers. Zijn rechten werden echter onmiddellijk aan de Chicago Bulls gegeven samen met Brian Skinner in ruil voor Elton Brand. Voor de Bulls speelde hij voor vijf jaar (2001/02 tot 2005/06), voordat hij op 14 juli 2006 met P.J. Brown en J.R. Smith werd geruild en ging spelen bij de New Orleans Hornets. Op 18 februari 2009 werd hij met Chris Wilcox en Joe Smith geruild en ging hij spelen bij Oklahoma. Deze deal ging uiteindelijk toch niet door vanwege een teenblessure, die werd gevonden in het sportmedisch onderzoek in Oklahoma. Zo bleef hij actief voor de New Orleans Hornets.
In juli 2009 werd hij geruild voor Emeka Okafor en ging hij spelen bij de Charlotte Bobcats. Daar speelde hij het seizoen 2009/10 voordat hij opnieuw werd verhandeld in juli 2010. Deze keer werd hij samen met zijn teamgenoot Alex Ajinca naar de Dallas Mavericks gestuurd in ruil voor Erick Dampier, Matt Carroll en Eduardo Nájera. Met de Dallas Mavericks won hij het NBA-kampioenschap in 2011. Hij tekende echter voor het seizoen 2011/12 geen nieuw contract in Dallas, maar verhuisde naar de New York Knicks. Bij deze ruil waren ook betrokken: Ahman Nivins, Georgios Printezis, Andy Rautins en Ronny Turiaf. Daar was hij in zijn eerste seizoen met de Defensive Player of the Year Award uitgeroepen tot beste verdedigende speler in de competitie en won hij nadat Dwight Howard drie keer achter elkaar had gewonnen. Tijdens zijn tweede seizoen bij de Knicks, was hij in de reserve van de Eastern Conference in de NBA All-Star Game in 2013 geselecteerd. In de thuiswedstrijd tegen de Golden State Warriors op 27 februari 2013 scoorde hij met 28 rebounds een nieuw carrière-record.
Voor het seizoen 2014/15 ging Chandler, samen met zijn teamgenoot Raymond Felton, van de New York Knicks terug naar de Dallas Mavericks. In ruil daarvoor verhuisden Samuel Dalembert en Jose Calderon naar New York. In 2015 verliet Chandler de Mavericks opnieuw. Op 9 juli 2015 ondertekende Chandler een contract van vier jaar voor een bedrag van 52 miljoen US dollar met de Phoenix Suns uit Arizona. Op 7 november 2018 ging Chandler bij de Los Angeles Lakers spelen. Op 12 juli 2019 verhuisde Chandler naar de Houston Rockets. Na het seizoen 2019/20 stopte hij met spelen.
Na zijn spelerscarrière ging hij aan de slag bij de Dallas Mavericks.

## Prijzen
- Olympische spelen: 2012
- Fiba World Champion: 2010
- FIBA Americas Champion: 2007
- NBA-kampioen: 2011
- NBA Defensive Player of the Year Award: 2012
- NBA All-Star: 2013
- All-NBA Third Team: 2012
- NBA All-Defensive First Team: 2013
- NBA All-Defensive Second Team: 2011, 2012

## Statistieken

### Regulier seizoen
| Seizoen  | Team                  | WG   | WS  | MPW  | 2P%  | 3P% | FW%   | RPW  | APW | SPW | BPW | PPW  |
| -------- | --------------------- | ---- | --- | ---- | ---- | --- | ----- | ---- | --- | --- | --- | ---- |
| 2001/02  | Chicago Bulls         | 71   | 31  | 19,6 | 49,7 | 0,0 | 60,4  | 4,8  | 0,8 | 0,4 | 1,3 | 6,1  |
| 2002/03  | Chicago Bulls         | 75   | 68  | 24,4 | 53,1 | 0,0 | 60,8  | 6,9  | 1,0 | 0,5 | 1,4 | 9,2  |
| 2003/04  | Chicago Bulls         | 35   | 8   | 22,3 | 42,4 | 0,0 | 66,9  | 7,7  | 0,7 | 0,5 | 1,2 | 6,1  |
| 2004/05  | Chicago Bulls         | 80   | 10  | 27,4 | 49,4 | 0,0 | 67,3  | 9,7  | 0,8 | 0,9 | 1,8 | 8,0  |
| 2005/06  | Chicago Bulls         | 79   | 50  | 26,8 | 56,5 | 0,0 | 50,3  | 9,0  | 1,0 | 0,5 | 1,3 | 5,3  |
| 2006/07  | Oklahoma City Hornets | 73   | 73  | 34,6 | 62,4 | 0,0 | 52,7  | 12,4 | 0,9 | 0,5 | 1,8 | 9,5  |
| 2007/08  | New Orleans Hornets   | 79   | 79  | 35,2 | 62,3 | 0,0 | 59,3  | 11,7 | 1,0 | 0,6 | 1,1 | 11,8 |
| 2008/09  | New Orleans Hornets   | 45   | 45  | 32,1 | 56,5 | 0,0 | 57,9  | 8,7  | 0,5 | 0,3 | 1,2 | 8,8  |
| 2009/10  | Charlotte Bobcats     | 51   | 27  | 22,8 | 57,4 | 0,0 | 73,2  | 6,3  | 0,3 | 0,3 | 1,1 | 6,5  |
| 2010/11  | Dallas Mavericks      | 74   | 74  | 27,8 | 65,4 | 0,0 | 73,2  | 9,4  | 0,4 | 0,5 | 1,1 | 10,1 |
| 2011/12  | New York Knicks       | 62   | 62  | 33,2 | 67,9 | 0,0 | 68,9  | 11,0 | 0,9 | 0,9 | 1,4 | 11,3 |
| 2012/13  | New York Knicks       | 66   | 66  | 32,8 | 63,8 | 0,0 | 69,4  | 10,7 | 0,9 | 0,6 | 1,1 | 10,4 |
| 2013/14  | New York Knicks       | 55   | 55  | 30,2 | 59,3 | 0,0 | 63,2  | 9,6  | 1,1 | 0,7 | 1,1 | 8,7  |
| 2014/15  | Dallas Mavericks      | 75   | 75  | 30,5 | 66,6 | 0,0 | 72,0  | 11,5 | 1,1 | 0,6 | 1,2 | 10,3 |
| 2015/16  | Phoenix Suns          | 66   | 60  | 24,5 | 58,3 | 0,0 | 62,0  | 8,7  | 1,0 | 0,5 | 0,7 | 7,2  |
| 2016/17  | Phoenix Suns          | 47   | 46  | 27,6 | 67,1 | 0,0 | 73,4  | 11,5 | 0,6 | 0,7 | 0,5 | 8,4  |
| 2017/18  | Phoenix Suns          | 46   | 46  | 25,0 | 64,7 | 0,0 | 61,7  | 9,1  | 1,2 | 0,3 | 0,6 | 6,5  |
| 2018/19  | Phoenix Suns          | 7    | 0   | 12,7 | 66,7 | 0,0 | 55,6  | 5,6  | 0,9 | 0,3 | 0,1 | 3,7  |
| 2018/19  | Los Angeles Lakers    | 48   | 6   | 16,4 | 60,9 | 0,0 | 59,4  | 5,6  | 0,6 | 0,4 | 0,5 | 3,1  |
| 2019/20  | Houston Rockets       | 26   | 5   | 8,4  | 77,8 | 0,0 | 46,2  | 2,5  | 0,2 | 0,2 | 0,3 | 1,3  |
| Carrière | Carrière              | 1160 | 886 | 27,3 | 59,7 | 0,0 | 64,4  | 9,0  | 0,8 | 0,5 | 1,2 | 8,2  |
| All Star | All Star              | 1    | 0   | 17,0 | 40,0 | 0,0 | 100,0 | 8,0  | 0,0 | 0,0 | 0,0 | 7,0  |

### Play-offs
| Seizoen  | Team                | WG | WS | MPW  | 2P%  | 3P% | FW%  | RPW  | APW | SPW | BPW | PPW  |
| -------- | ------------------- | -- | -- | ---- | ---- | --- | ---- | ---- | --- | --- | --- | ---- |
| 2004/05  | Chicago Bulls       | 6  | 0  | 28,7 | 47,5 | 0,0 | 69,6 | 9,7  | 1,3 | 0,2 | 2,2 | 11,7 |
| 2005/06  | Chicago Bulls       | 6  | 0  | 17,3 | 66,7 | 0,0 | 30,0 | 4,5  | 0,5 | 0,3 | 0,3 | 1,8  |
| 2007/08  | New Orleans Hornets | 12 | 12 | 34,3 | 63,2 | 0,0 | 62,5 | 10,3 | 0,4 | 0,4 | 1,7 | 8,0  |
| 2008/09  | New Orleans Hornets | 4  | 4  | 23,5 | 50,0 | 0,0 | 50,0 | 5,3  | 0,5 | 0,5 | 0,3 | 3,8  |
| 2009/10  | Charlotte Bobcats   | 4  | 0  | 15,0 | 54,5 | 0,0 | 66,7 | 2,5  | 0,5 | 0,5 | 0,8 | 3,5  |
| 2010/11  | Dallas Mavericks    | 21 | 21 | 32,4 | 58,2 | 0,0 | 67,9 | 9,2  | 0,4 | 0,6 | 0,9 | 8,0  |
| 2011/12  | New York Knicks     | 5  | 5  | 33,4 | 44,0 | 0,0 | 60,0 | 9,0  | 0,8 | 1,4 | 1,4 | 6,2  |
| 2012/13  | New York Knicks     | 12 | 12 | 29,2 | 53,8 | 0,0 | 75,0 | 7,3  | 0,3 | 0,7 | 1,2 | 5,7  |
| 2014/15  | Dallas Mavericks    | 5  | 5  | 32,0 | 65,5 | 0,0 | 50,0 | 10,8 | 0,2 | 0,6 | 1,2 | 10,2 |
| 2019/20  | Houston Rockets     | 1  | 0  | 0,0  | 0,0  | 0,0 | 0,0  | 0,0  | 0,0 | 0,0 | 0,0 | 0,0  |
| Carrière | Carrière            | 76 | 59 | 28,9 | 56,6 | 0,0 | 62,8 | 8,1  | 0,5 | 0,6 | 1,1 | 6,9  |

0 Marion ·
2 Kidd ·
3 Beaubois ·
4 Butler ·
6 Chandler ·
11 Barea ·
13 Brewer ·
16 Stojaković ·
20 Jones ·
28 Mahinmi ·
31 Terry ·
33 Haywood ·
35 Cardinal ·
41 Nowitzki ·
92 Stevenson ·
Coach Carlisle